# ملکه جهان
ملکه‌جهان خانم ملقب به شریک‌السلطنه،  همسر محمدعلی‌شاه و ملکه ایران، مادر احمدشاه قاجار و فرزند  کامران میرزا بود. وی از مخالفان مشروطه در ایران به شمار می‌رفت.

## ابتدای زندگی
وی فرزند کامران میرزا و نوه ناصرالدین‌شاه بود که در سال ۱۲۹۲ هجری قمری به دنیا آمد.

## زندگی شخصی

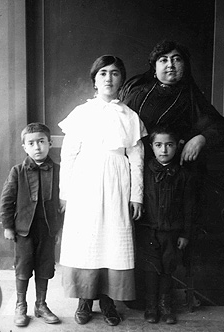
ملکه جهان به همراه سه تن از فرزندانش

او در ۲ شعبان ۱۳۱۰ به عقد محمدعلی میرزا فرزند مظفرالدین میرزا ولیعهد درآمد. شرطی که برای این ازدواج وجود داشت، طلاق محمدعلی از همسر صیغه‌ایش بود که پذیرفته شد.
حاصل ازدواج وی با محمدعلی میرزا اعتضادالسلطنه (محمدعلی شاه آینده) پنج فرزند بود که به ترتیب عبارت بودند از احمد میرزا، محمدحسن میرزا، محمود میرزا، عبدالمجید میرزا و فاطمه خانم. احمد میرزا در سن ۳۳ سالگی و محمد حسن میرزا در ۴۲ سالگی درگذشتند.

## مخالفت با تغییر سلطنت

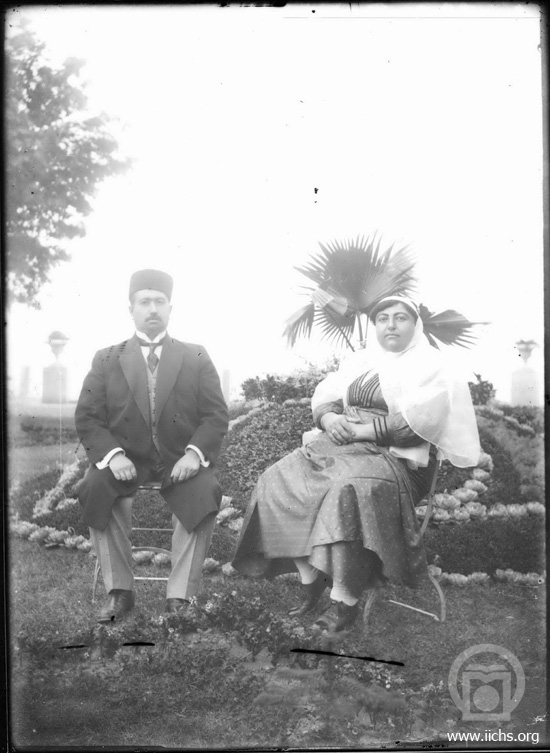
ملکه جهان در کنار شوهرش محمدعلی‌شاه

مقاومت جدی در برابر تغییر نظام سلطنتی در خانواده قاجار، نه از سوی احمدشاه بلکه از سوی مادرش ملکه جهان صورت گرفت. او به تنهایی تصمیم به مبارزه با رضاخان گرفت. او به این منظور از پاریس به عتبات عالیات سفر کرد تا حکم و فتوای مفسد و خارج از دین بودن نخست‌وزیر را به هر قیمتی برای بازگشت سلسله قاجار از مراجع عراق بگیرد ولی هنگامی به عراق رسید که رضاشاه در مورخه ۲۴ آذر ۱۳۰۴ در مجلس مؤسسان سوگند پادشاهی را ادا کرده بود و شاهنشاه ایران شده بود.

## زندگی در تبعید
ملکه جهان پس از مرگ پسرش احمدشاه سال‌ها در فرانسه به همراه خاندانش زندگی کرد. ملکه جهان پس از مرگ پسرش احمدشاه سال‌ها در فرانسه به همراه خاندانش زندگی کرد. او به جز فرزندان ذکرشده فرزندی ناخوانده به نام خانم، فرزند خواهر شوهرش (خواهر محمدعلی‌شاه و یکی از دختران مظفرالدین‌شاه) داشت که پس از قضیه او و پدرش توسط خواهرشوهرش در سفارت روسیه به هنگام فرار محمدعلی‌شاه به او سپرده شد و چندی بعد به‌عنوان فرزند خوانده محمدعلی‌شاه و ملکه جهان همراه با آنان در تبعید زندگی کرد. کتابی تحت عنوان خانوم نوشته مسعود بهنود راجع به سرگذشت خانم به رشته تحریر درآمده است.

## مرگ
ملکه جهان خانم، هفده سال پس از مرگ پسرش احمدشاه در آبان ۱۳۲۶ در سن کلو، فرانسه درگذشت و در کنار فرزند و همسر و دیگر اعضای خاندان قاجار در کربلا دفن شد. کتاب برهان‌الایمان که مجموعه‌ای از ادعیه و اذکار است تألیف اوست.